# Villa Oechsler

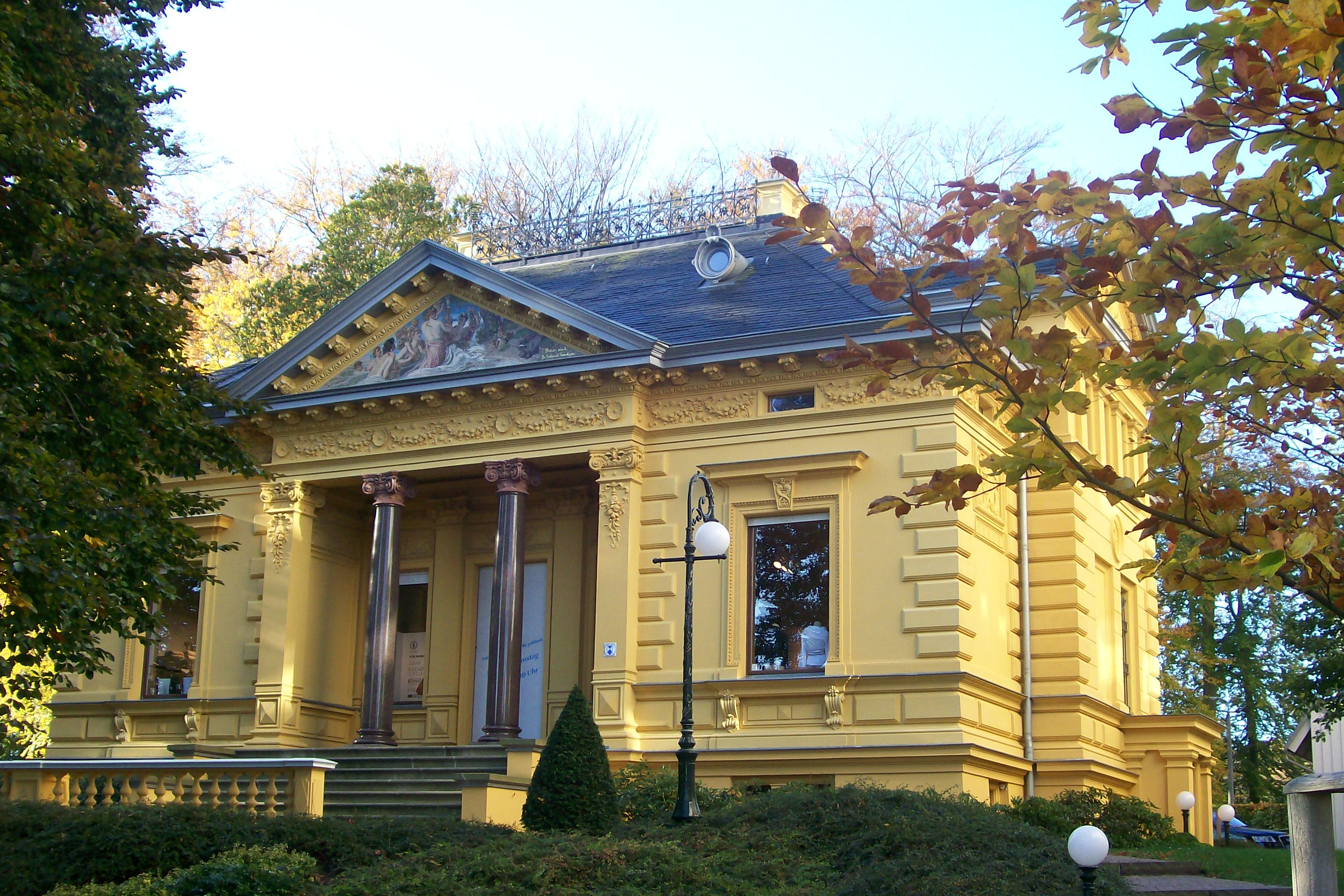
Villa Oechsler

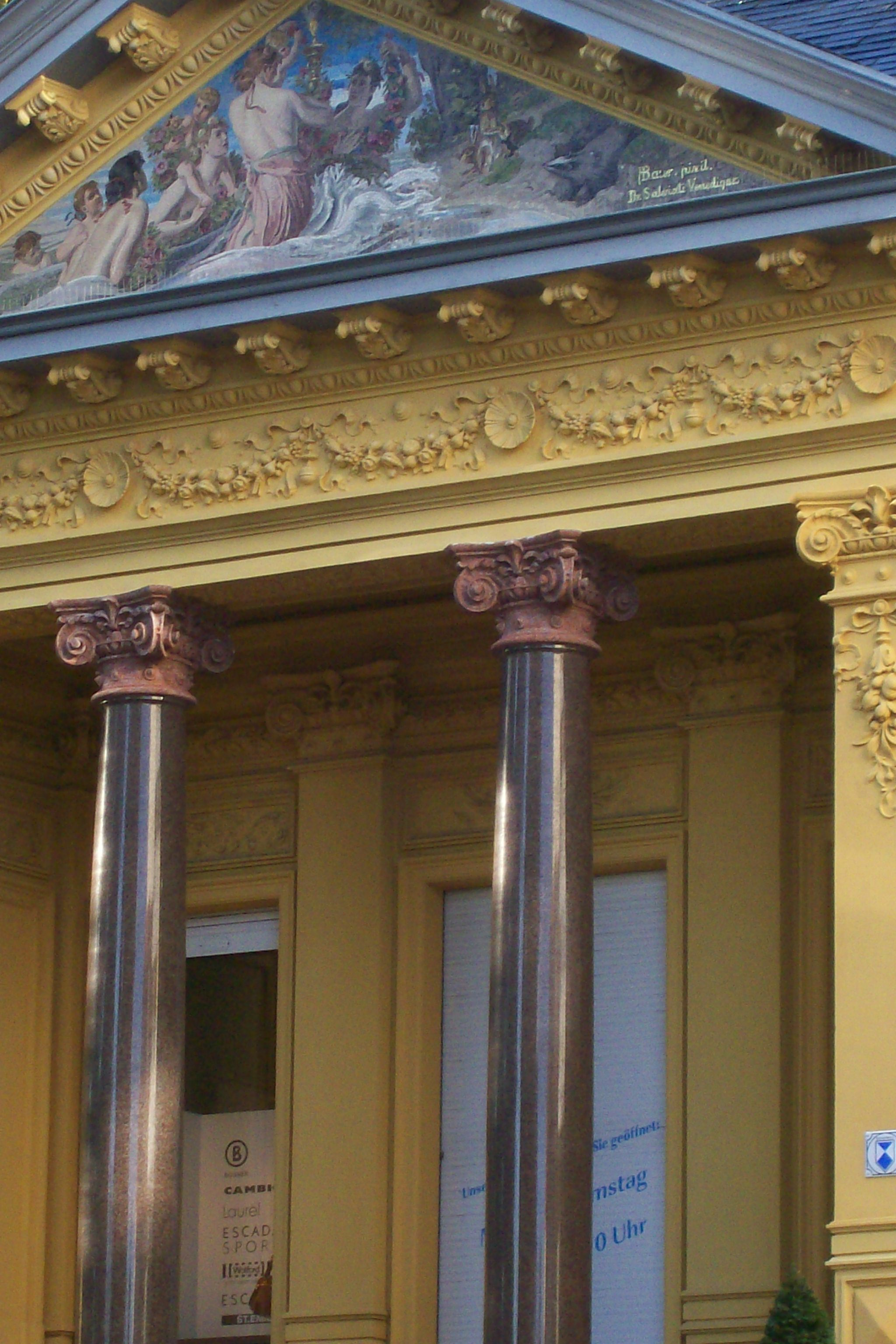
Portikus mit Glasmosaik Badende Grazien von Antonio Salviati

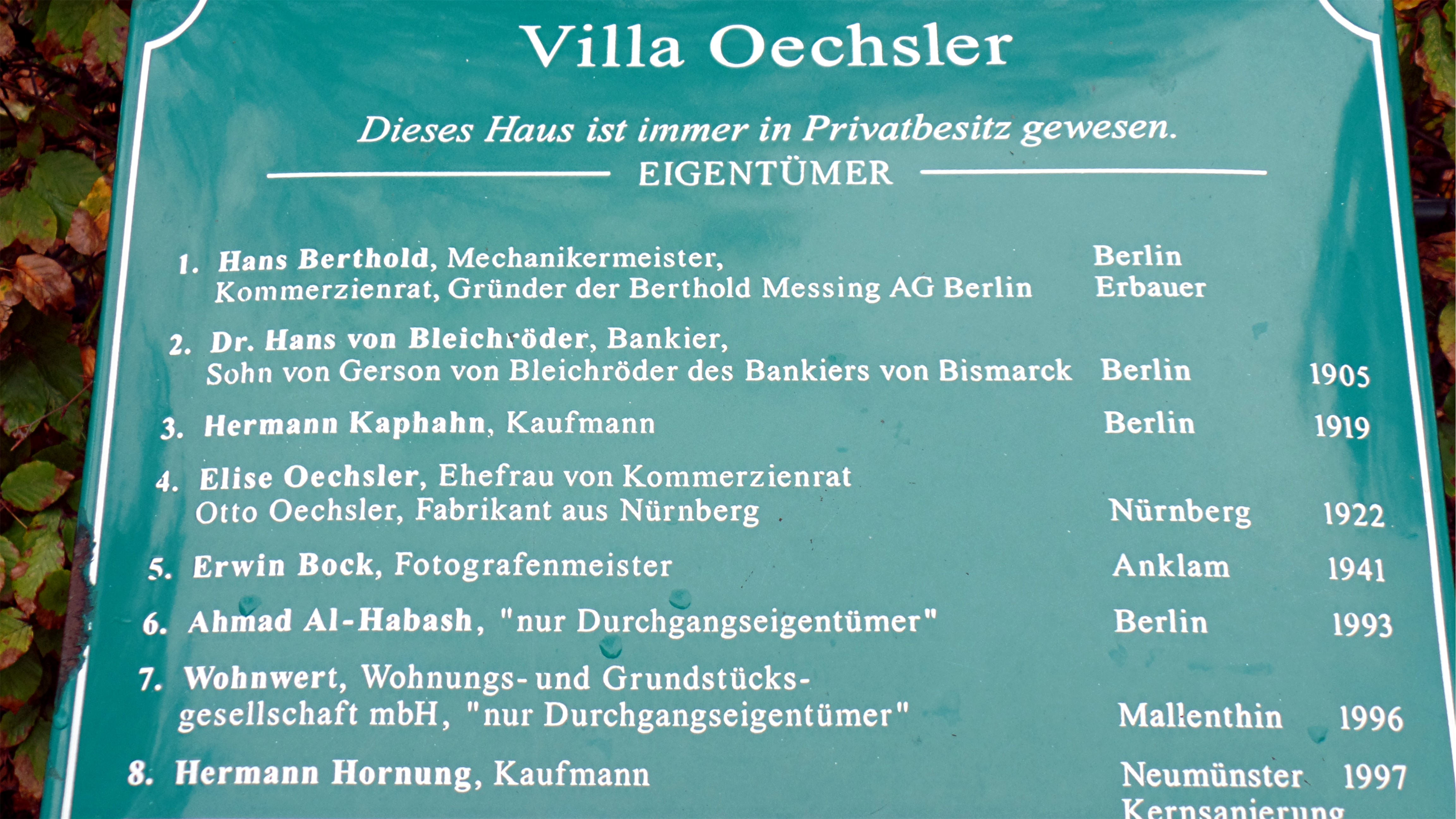
Infotafel vor der Villa

Die Villa Oechsler (früher: Haus Berthold) ist ein Baudenkmal der Bäderarchitektur im Ostseebad Heringsdorf auf der Insel Usedom in Mecklenburg-Vorpommern.
Wegen seines wertvollen Mosaiks am Giebel zur Seeseite gilt es als eines der kunsthistorisch bedeutendsten Bauwerke Heringsdorfs. Die Villa gehörte wie die Villa Oppenheim zu den Heringsdorfer Gebäuden, die Lyonel Feininger als Motiv nutzte.

## Geschichte
Die Villa wurde 1883 im Zentrum des Badeorts an der heutigen Delbrückstraße im Stil des Spätklassizismus errichtet. Bauherr war der Kommerzienrat Hermann Berthold, Mechanikermeister und Gründer der Berthold Messing AG aus Berlin. Wie andere repräsentative Bauwerke der Bäderarchitektur Heringsdorfs liegt es von der Strandpromenade aus gesehen auf einer Anhöhe. Die Fassaden sind jeweils mit einem Portikus mit Dreiecksgiebel versehen. Der Portikus zur Seeseite ist mit Säulen aus schwedischem Porphyr mit ionischen Kapitellen geschmückt. Der Giebel trägt das Mosaikbild Badende Grazien des Italieners Antonio Salviati, von dem in Deutschland auch die Kuppelmosaiken des Aachener Doms stammen. 1905 kaufte der Berliner Bankier Hans von Bleichröder, Sohn des Bismarckschen Bankiers Gerson von Bleichröder, die Villa. Gerson von Bleichröder war 1872 als zweiter Jude in Preußen geadelt worden und galt seinen Zeitgenossen als einer der reichsten Männer der Welt. 1919 ging die Villa in den Besitz des Berliner Bankiers Hermann Kaphan über, der sie bereits drei Jahre später an Elise Oechsler verkaufte. Sie war die Ehefrau von Otto Oechsler, einem Fabrikanten aus Nürnberg. Ab 1941 gehörte die Villa dem Fotografenmeister Erwin Bock aus Anklam (Vater von Rosemarie Fret). Nach dem Ende des Zweiten Weltkriegs war die Villa Sitz der Kommandantur der sowjetischen Besatzungsstreitkräfte.
Zu DDR-Zeiten war die Heringsdorfer Gemeindebibliothek in dem Gebäude untergebracht, die das Gebäude gepachtet hatte. Nach der Wende gehörte das Gebäude für drei Jahre einem „Durchgangseigentümer“ aus Berlin sowie 1997 einer Wohnungs- und Grundstücksgesellschaft aus Mallentin. 1997 kaufte Hermann Hornung, Kaufmann aus Neumünster, die Villa und ließ sie von September 1997 bis März 1999 sanieren. Dabei wurde ein früherer weißer Anstrich durch den ursprünglichen Anstrich in preußischem Gelb ersetzt. Die als sehr gelungen bewertete Sanierung wurde 1999 mit dem Bundespreis für Handwerk in der Denkmalpflege ausgezeichnet.
Die Villa Oechsler wird heute als Modegeschäft genutzt.